# シグ・ショア
シグ・ショア（Sig Shore、1919年5月13日 - 2006年8月17日）は、アメリカ合衆国の映画監督、映画プロデューサー。

## 作品
- スーパーフライ
- 暴走サバイバー
- ダーティ・エンジェル／レイプされた女
- ザッツ・ザ・ウェイ・オブ・ザ・ワールド
- スーパーフライ